# Rypticus subbifrenatus
Rypticus subbifrenatus är en fiskart som beskrevs av Gill, 1861. Rypticus subbifrenatus ingår i släktet Rypticus och familjen havsabborrfiskar. Inga underarter finns listade i Catalogue of Life.